# Styl dowolny
Styl dowolny – styl pływacki. W tak określonej konkurencji zawodnik może płynąć dowolnym sposobem. Wyjątkiem jest konkurencja stylu zmiennego (indywidualnie i w sztafecie zmiennej), gdzie styl dowolny oznacza każdy inny sposób pływania niż styl motylkowy (delfin), styl grzbietowy lub styl klasyczny (żabka).
Po przepłynięciu każdej długości pływalni i przy zakończeniu wyścigu, pływak musi dotknąć ściany dowolną częścią ciała. Część ciała pływaka przez cały czas trwania wyścigu musi „łamać” powierzchnię wody, z takim wyjątkiem, że dozwolone jest całkowite zanurzenie się pływaka w czasie nawrotu i na dystansie nie dłuższym niż 15 metrów po starcie i po każdym nawrocie. Przed tym punktem głowa musi „złamać” powierzchnię wody. Start w stylu dowolnym rozpoczyna się skokiem ze słupka.
Reguły te nie precyzują dokładnie stylu, mówią jedynie o kilku zasadach obowiązujących podczas rozgrywania wyścigów tym stylem. Zawodnicy najczęściej płyną kraulem, ponieważ w warunkach w jakich zazwyczaj rozgrywane są zawody (basen) jest to najszybszy styl, jednakże zdarzają się od tej reguły wyjątki. Jest to powodem nieporozumień, szczególnie na amatorskich zawodach dla dzieci.
Przepisy pływania przewidują dyskwalifikację zawodnika płynącego stylem dowolnym za następujące przewinienia:
- chodzenie po dnie,
- brak kontaktu fizycznego ze ścianą w trakcie nawrotu,
- brak kontaktu fizycznego ze ścianą na zakończenie wyścigu,
- brak wynurzenia w trakcie wyścigu (z wyjątkiem dystansu 15 metrów po nawrotach i starcie),
- pływanie pod wodą po starcie powyżej 15 metrów,
- pływanie pod wodą po nawrocie powyżej 15 metrów,
- ukończenie wyścigu na innym torze,
- podciąganie się na linie torowej,
- przeszkadzanie zawodnikowi płynącemu na innym torze,
- użycie urządzeń pomagających zwiększyć szybkość, wytrzymałość lub pływalność,
- wystartowanie przed sygnałem startu.